# 広島市中区地下道16歳少女刺殺事件
広島市中区地下道16歳少女刺殺事件（ひろしましなかくちかどう16さいしょうじょしさつじけん）は、2000年（平成12年）1月に広島県広島市で発生した殺人事件。
犯人および動機は未だに不明の未解決事件である。
「地下道における少女刺殺事件」や「Kさん殺人事件」とも呼ばれる。

## 概要
2000年（平成12年）1月20日の午前3時50分頃、広島県広島市中区西白島町に所在する国道54号線の横断地下道（城北地下道）で、近くに住む少女K（当時16歳）が北西側入口から約30m入ったところで血を流して倒れているのを通行人が発見し、広島中央警察署基町交番に届け出た。
発見当時、Kは意識があったものの、右胸など数ヶ所を刃物で刺されており、約50分後に出血多量で死亡した。広島県警察本部刑事部捜査第一課は殺人事件と断定し、広島中央警察署に捜査本部を設置した。
事件現場となった地下道は交通量の多い交差点を横断する歩行者と自転車の専用道で、夜間は通行人が少なく、事件当時は10ヶ所に非常ベルが設置されていた。また、深夜には暴走族風の少年らが集結することもあった。
Kは事件前日の深夜から友人と広島駅付近の繁華街で遊んでいた。その後タクシーで自宅付近である城北地下道まで移動した。
降車した後、午前3時30分頃、地下道のある交差点にあるコンビニエンスストア（ローソン、現存せず）に入店。ここに設置されていた防犯カメラにKは映っており、数分後に店を出た。これがKの生存が確認できる最後の映像になる。
そして店を後にし、地下道を通った際に襲われたと考えられている。また、襲われた直後に偶然友人から電話がかかって来ており、Kは「痛い、血が止まらない」と言い残した。
司法解剖の結果、死因は失血死で胸部などの刺し傷が致命傷となった。また、現金が入った財布はそのまま残されており、着衣に乱れはなかった。
地下道からは凶器となった刃物は発見されず、広島県警捜査本部は現場付近の太田川河川敷などを金属探知機を用いて凶器の探索を行ったが、発見できなかった。刺し傷の形状より、凶器は刃渡り10cm程度の刃幅の狭いナイフ状のものと推定される。
後の調べで、Kは背後から襲われ、両腕の付け根付近の背中2ヶ所と両足の太ももの裏2ヶ所をほぼ左右対称に刺されていたことが分かった。また、所持していたリュックの肩紐の一部が切断されていたが、胸などに抵抗したような傷はなかった。

## 被害者K
当時Kは事件現場の付近のアパートで母親、祖母と一緒に暮らしていた。広島県内の中学校を卒業後、1998年（平成10年）4月に広島市東区の私立高校に入学したが、1999年（平成11年）3月に退学。以降は学校には通わずアルバイトをしていた。また、当時友人に相談を持ち掛けており、アドバイスしてほしいと依頼していた。

## その後
事件発生からKの交友関係や現場周辺にいた不審人物などの聞き込み調査を続けたが、家族や友人の話でもトラブルに巻き込まれていた情報はなく、目撃情報も数人がKが倒れている姿を見たのみと極めて少なかった。そのため、事件発生から半年経った時点でも犯人に直接結びつくような有力な手がかりは発見されず、顔見知りによる犯行か通り魔による犯行かさえも絞りきれずに捜査は難航。ナイフを用いた傷害事件など類似事件との関連を視野に入れるも、未だに犯人逮捕には至ってない。
被害者の養母は2003年（平成15年）1月9日、Kとは生前別居していたにもかかわらず養育していると見せかけて遺族基礎年金138万円分を社会保険事務所からだまし取ったとして、詐欺容疑で逮捕された。
2003年（平成15年）3月14日、広島地方裁判所（岩倉広修裁判官）で初公判が開かれ、養母は起訴事実を認めた。
2003年（平成15年）5月19日、論告求刑公判が開かれ、検察側は「金銭欲しさの自己中心的な犯行」として養母に懲役2年を求刑した。弁護側は「被告はすでに四か月も拘置された」として情状酌量を求め、結審した。
2003年（平成15年）6月9日、広島地裁で判決公判が開かれ、養母に懲役2年、執行猶予3年の有罪判決が言い渡された。